# NGC 3281C
NGC 3281C في الفهرس العام الجديد، هي مجرة، تقع في كوكبة مفرغة الهواء. اكتشفت بواسطة جون هيرشل.

## روابط خارجية
- NGC 3281C على موقع ويكي سكاي: DSS2, SDSS, GALEX, IRAS, Hydrogen α, X-Ray, Astrophoto, Sky Map, Articles and images